# Oak Park (línea Verde)
Oak Park es una estación en la línea Verde del Metro de Chicago. La estación se encuentra localizada en 100 South Oak Park Avenue en Oak Park, Illinois. La estación Oak Park fue inaugurada el 25 de enero de 1901.  La Autoridad de Tránsito de Chicago es la encargada por el mantenimiento y administración de la estación. Es la estación más cercana al Frank Lloyd Wright Home and Studio.

## Descripción
La estación Oak Park cuenta con 1 plataforma central y 2 vías. 

## Conexiones
La estación es abastecida por las siguientes conexiones: 
- Rutas del CTA Buses:#N20 Madison (nocturno)
Pace: #309 Lake Street #311 Oak Park Avenue #313 St. Charles Road